# 阿勒河

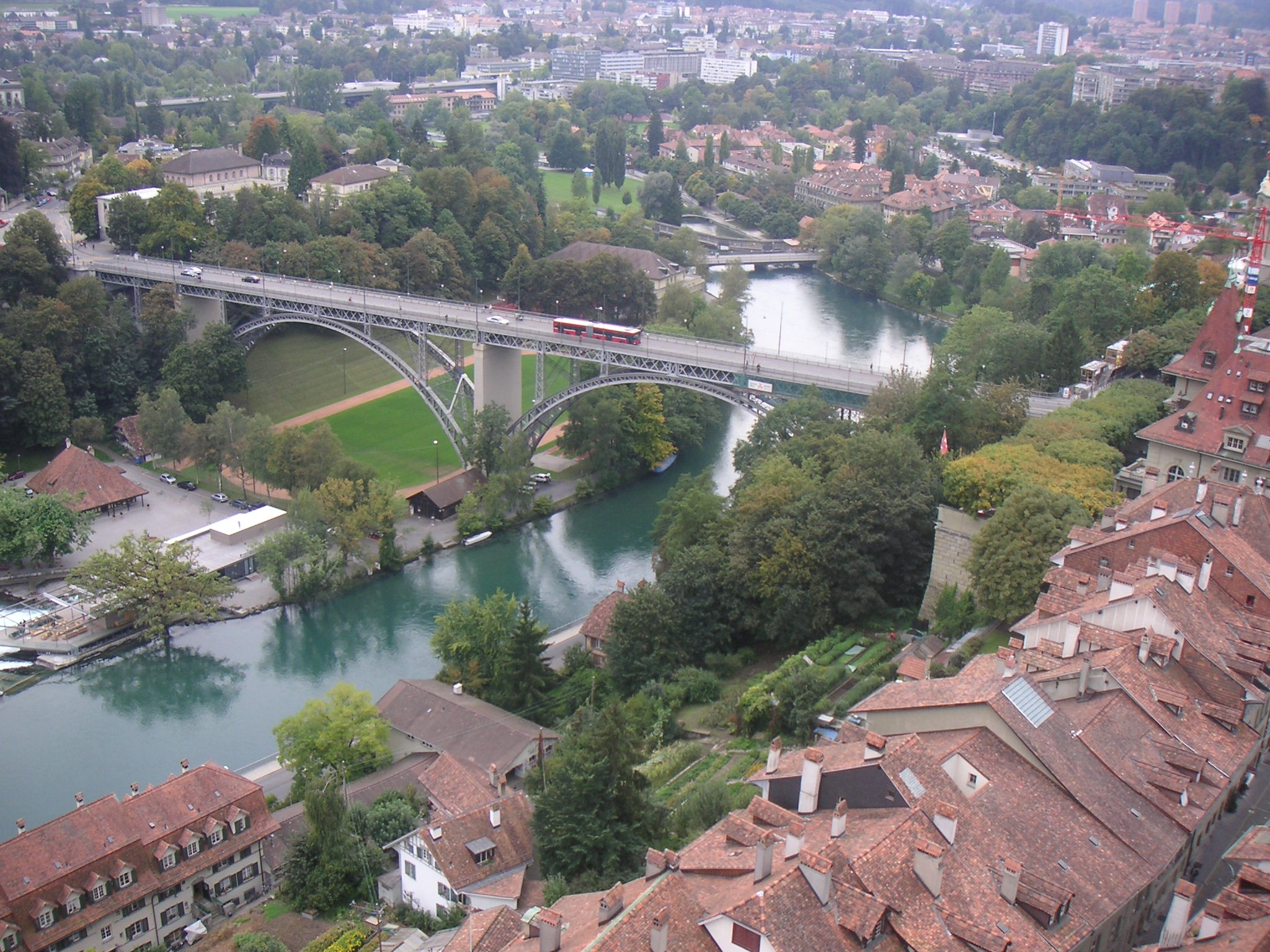
流经伯尔尼的阿勒河

阿勒河（德語：Aare，国际音标：德語：[ˈaːrə]，国际音标：德語：[aːr] ⓘ）是瑞士中北部的河流，发源于伯尔尼阿尔卑斯山脉芬斯特拉峰阿勒冰川，由南向北流经伯尔尼州、索洛图恩州和阿尔高州，在瑞士与德国的边境处汇入莱茵河。阿勒河是全部位于瑞士境内的最长的河，全长291.5千米，落差为1665米，流域面积为17709平方千米，平均径流量为560立方米/秒，是莱茵河水量最丰富的支流。由于地质变化，阿勒河曾经先后作为多瑙河、罗纳河和莱茵河的上游。